# Orosháza
Orosháza est une ville et une commune du comitat de Békés en Hongrie.

## Géographie
Orosháza est dans la grande Plaine méridionale à l'ouest du comitat de Békés, sur la crête de Békés bordée par les rivières Mureș et Körös.
Géographiquement, Orosháza se situe dans une plaine, avec seulement quelques monticules dans sa zone nord. 
Ses lacs, dont le lac Gyopárosi, se trouvent en bordure de la ville. 
Orosháza voisine Nagyszénás au nord, Csorvás au nord-est, Gerendás à l'est, Pusztaföldvár au sud-est, Kardoskút au sud, Székkutas au sud-ouest ainsi que Árpádhalom et Gádoros au nord-ouest.

## Population
| 2013   | 2014   | 2018   | 2021   | 2022   |
| ------ | ------ | ------ | ------ | ------ |
| 28 888 | 28 665 | 27 492 | 26 528 | 25 783 |

| 2023   | 2024   | - | - | - |
| ------ | ------ | - | - | - |
| 25 472 | 25 206 | - | - | - |

## Histoire
Depuis la fin de l'occupation ottomane jusqu'en 1918, Orosháza fait partie de la monarchie autrichienne (empire d'Autriche), dans la province de Hongrie en 1850 ; après le compromis de 1867, évidemment dans la Transleithanie, au Royaume de Hongrie.

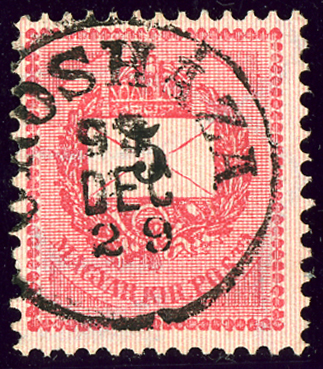
Timbre du Royaume de Hongrie, oblitéré à OROSHÁZA en 1893.

## Transports

### Transport ferroviaire
Orosháza est accessible en train par la Ligne de Szeged à Békéscsaba, la Ligne de Mezőtúr à Battonya par Orosháza et Mezőhegyes et la Ligne de Kiskunfélegyháza à Orosháza. 
La colonie elle-même compte une gare et cinq arrêts. Il s'agit de la gare d'Orosháza (près de la gare routière), l'arrêt Orosháza-Üveggyár, l'arrêt Orosháza tanyák, l'arrêt supérieur Orosháza, l'arrêt Szentetornya et l'arrêt Gyopárosfürdő.

### Transport routier
Orosháza est reliée par la route principale 47 à Szeged, Hódmezővásárhely, Debrecen et Békéscsaba. 
Le centre-ville est contourné par la route principale 474.
Par la route, Békéscsaba est à 39,1 km d'Orosháza, Szarvas est à 39,4 km, Hódmezővásárhely est à 32,7 km, Szeged est à 60,4 km, Nagymágocs est à 17,5 km, Nagymágocs est à 13,1 km, Nagyszénás à 13,6 km, Csorvás à 17,5 km , Pusztaföldvár à 16km , Kaszaper à 19,6 km, Kardoskút à 10,3 km, Tótkomlós à 19,9 km , Mezőhegyes à 32,3 km , Mezőkovácsháza à 29,2 km, Gyula à 56,7 km, Békés à 49,1 km et Makó à 49,9 km.

## Personnages célèbres
- Nicolás Muller (1913–2000), Photographe
- Norbert Erdős (1972-), Politicien

## Sports
- Handball: Orosházi FKSE

## Jumelage
La ville d'Orosháza est jumelée avec :
| Ville | Ville        | Pays | Pays     |
| ----- | ------------ | ---- | -------- |
|       | Băile Tușnad |      | Roumanie |
|       | Carei        |      | Roumanie |
|       | Kuusankoski  |      | Finlande |
|       | Llanes       |      | Espagne  |
|       | Panjin       |      | Chine    |
|       | Srbobran     |      | Serbie   |
|       | Zomba        |      | Hongrie  |

## Galerie

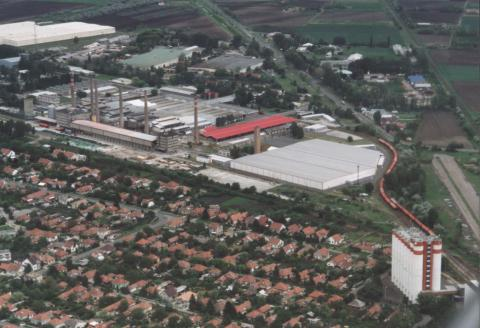
Verrerie.
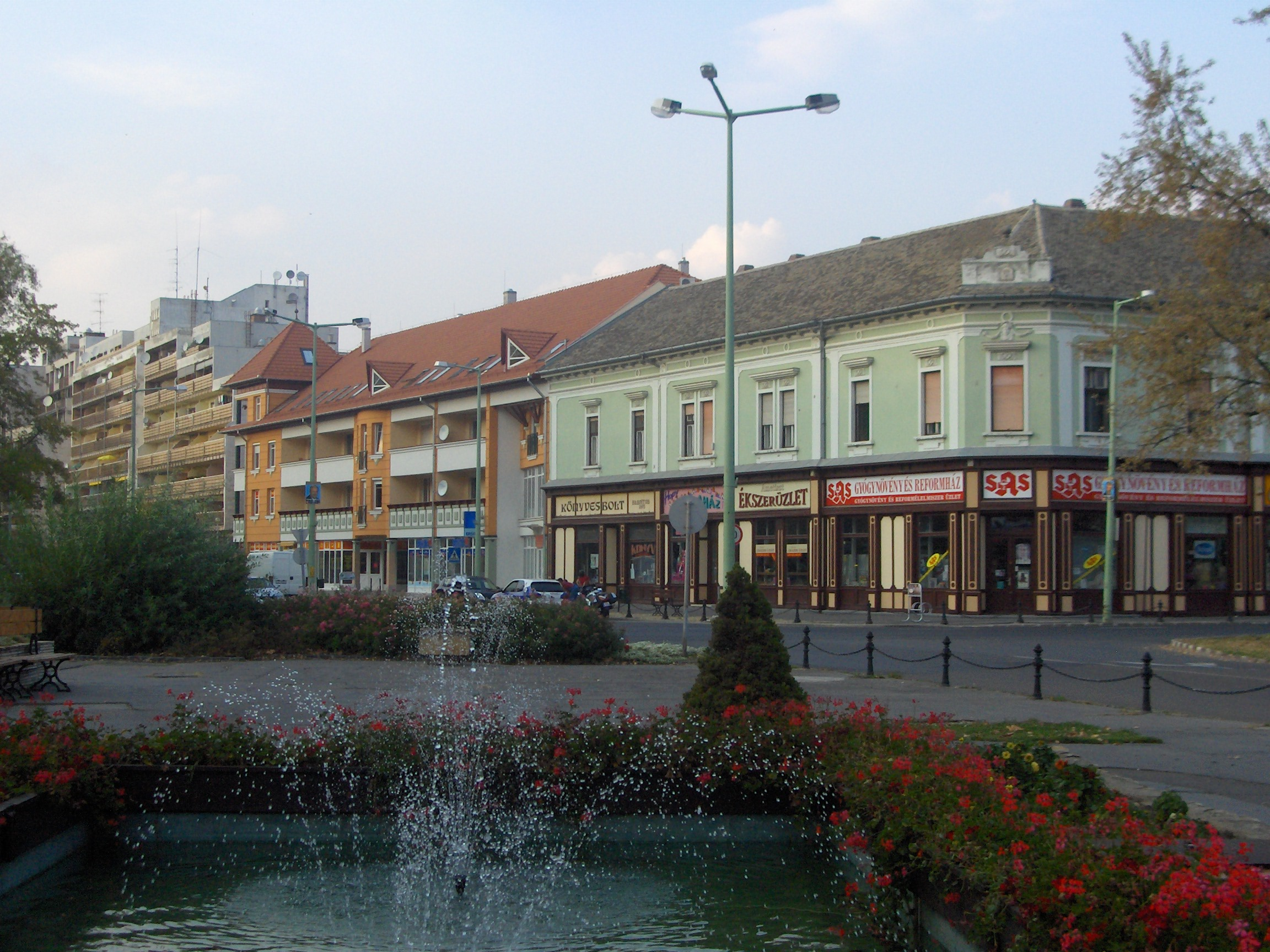
Centre-ville d'Orosháza.
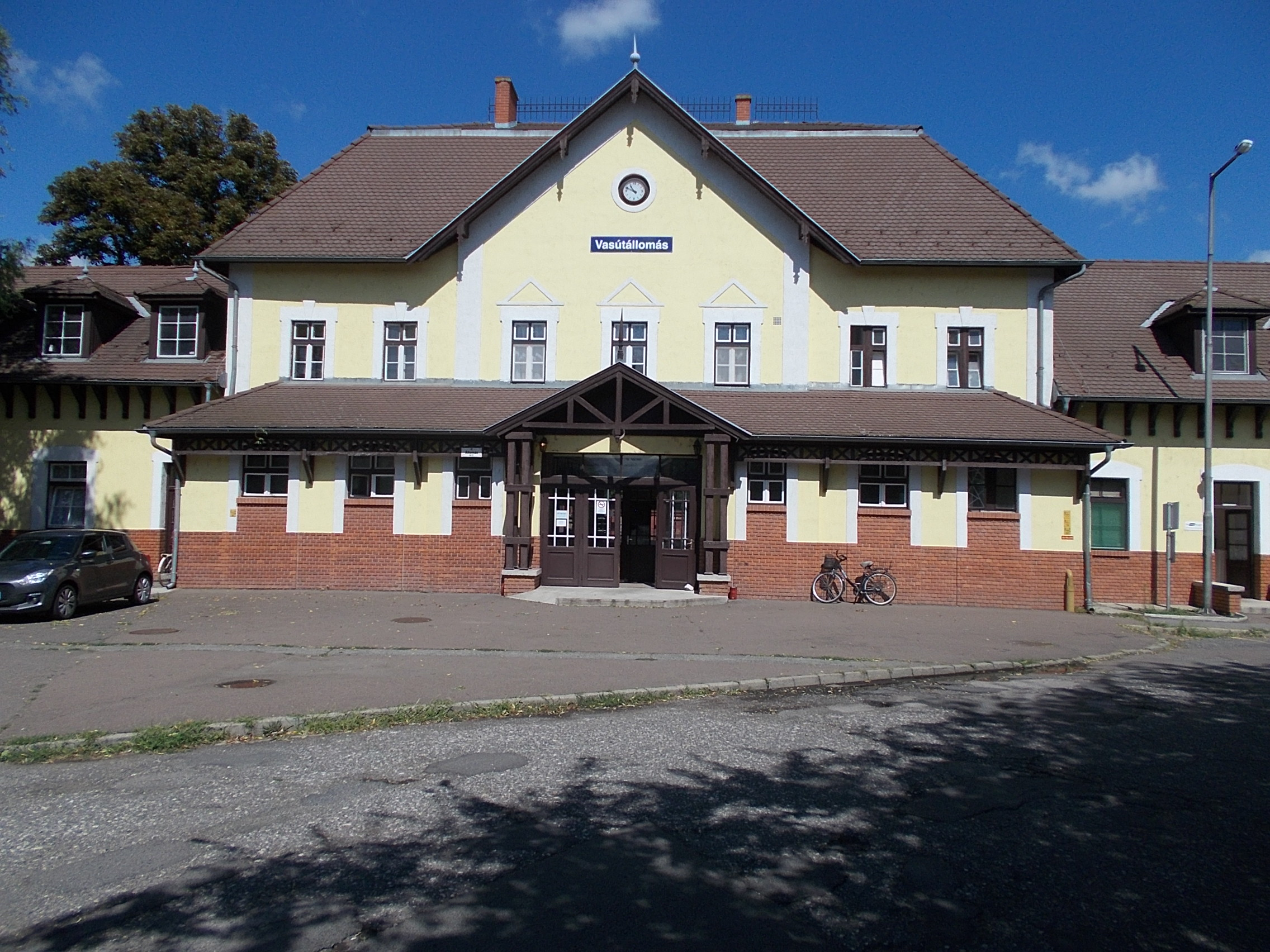
Gare d'Orosháza.
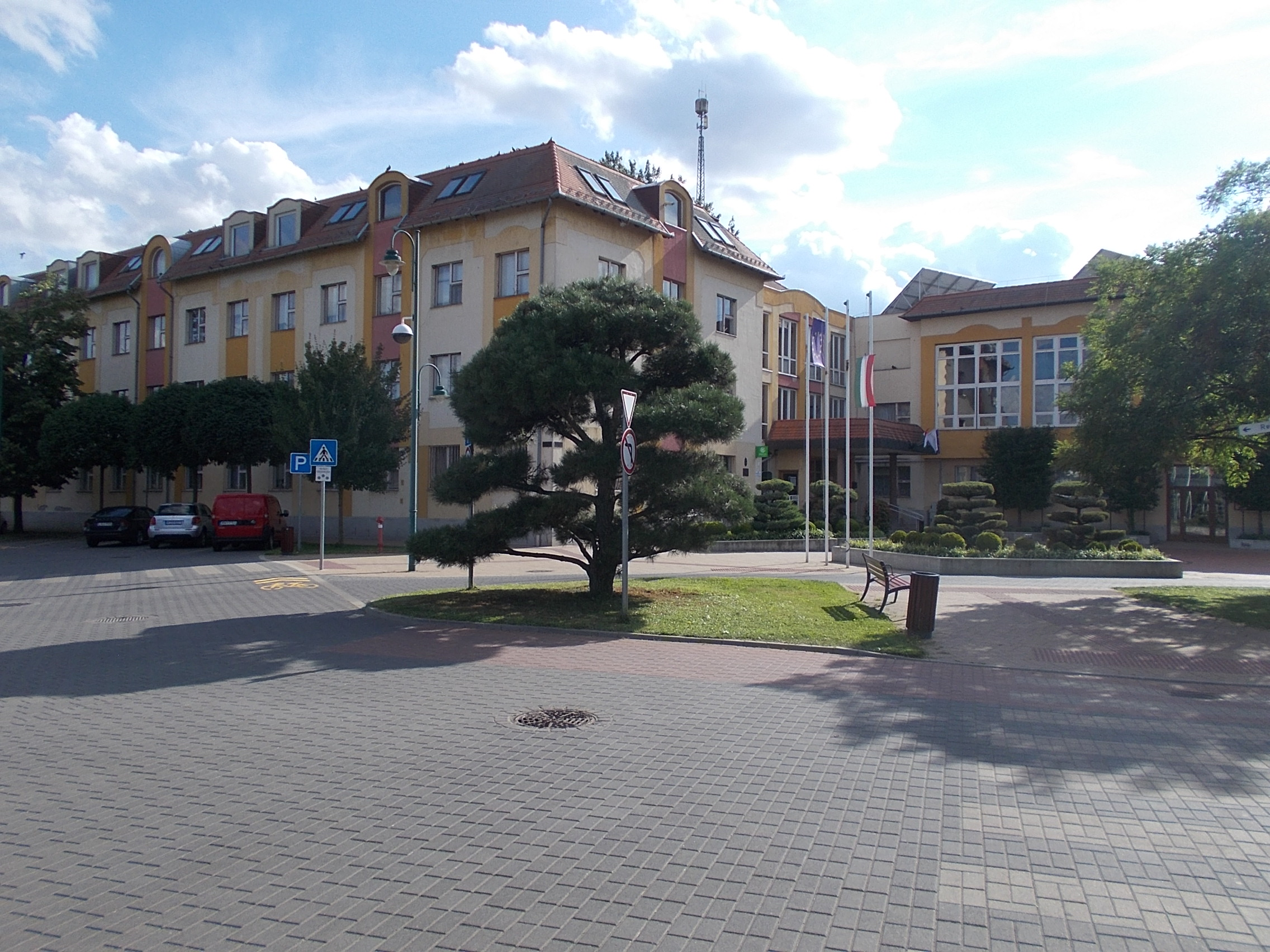
Hôtel de ville d'Orosháza.